# Sektion Ludwigsburg des Deutschen Alpenvereins
Die Sektion Ludwigsburg des Deutschen Alpenvereins (kurz DAV Ludwigsburg) ist eine Sektion des Deutschen Alpenvereins in Ludwigsburg. Die Sektion Ludwigsburg wurde am 15. März 1955 gegründet und ist somit eine der jüngeren und mit 8.605 Mitgliedern (Stand: 31. Dezember 2024) eine der größeren Sektionen des Deutschen Alpenvereins. Zusammen mit dem MTV Ludwigsburg ist sie einer der zwei größten Sportvereine in Ludwigsburg.

## Geschichte
Die Ludwigsburger Bergfreunde waren 1948 in einer Ortsgruppe der Sektion Schwaben organisiert. Zu den Monatsversammlungen und Vorträgen mussten die Sektionsmitglieder damals mit öffentlichen Verkehrsmitteln nach Stuttgart fahren. Nur wenige hatten zu dieser Zeit ein eigenes Fahrzeug. Die Zahl der Bergbegeisterten stieg und so war es durchaus sinnvoll, eine eigenständige Sektion zu gründen. Viele Bergbegeisterte, es waren 150 bis 200 Mitglieder, waren für einen Neuanfang in einer eigenen Sektion. So wurden ab 1954 die Vorbereitungen zu einem Wechsel getroffen. Nach Verabschiedung der Satzung am 3. Februar 1955 wurde die neugegründete Sektion Ludwigsburg am 15. März 1955 ins Vereinsregister der Stadt Ludwigsburg eingetragen.
Die Sektion Ludwigsburg sollte nach Meinung des damaligen ersten Vorsitzenden unbedingt eine Hütte besitzen. Bis 1945 war die Sektion Zwickau Eigentümer der 1930 erbauten und ab 1932 als Alpenvereinshütte eingetragenen Lehnerjochhütte. Nach der Beschlagnahmung durch die Besatzungsmächte nach dem Ende des Zweiten Weltkrieges und der folgenden Übertragung der Verwaltung an die Sektion Innsbruck des Österreichischen Alpenvereins, war die Rückübereignung deutschen Eigentums für die „ostdeutschen“, also in der DDR verbliebenen Sektionen, nicht möglich. Danach ging die Hütte in den Besitz des Deutschen Alpenvereins (DAV) über. Im Jahr 1955 akzeptierte die Sektion Ludwigsburg ein Angebot, die kommissarische Verwaltung der Lehnerjochhütte für die Sektion Zwickau zu übernehmen. Im Jahr 1972 konnte die Sektion Ludwigsburg die Hütte erwerben.
Die Pfrontner Hütte am Aggenstein konnte im Jahr 1957 erworben werden. Sie war eine nach einem Brand 1923 wieder aufgebaute Notunterkunft. Die marode Hütte musste erst einmal abgerissen werden, vier Jahre später wurde der Neubau eingeweiht. Doch die Hütte bereitete der Sektion nur Probleme, deshalb wurde beschlossen die Hütte abzugeben. Die Sektion Bad Kissingen interessierte sich dafür, und am 15. Dezember 1993 konnte der damalige Erste Vorsitzende der Sektion Ludwigsburg den unterschriebenen Vertrag nach Bad Kissingen senden. Aus der Pfrontner Hütte wurde später die Bad Kissinger Hütte.
Die dritte in das Tätigkeitsfeld der Sektion Ludwigsburg gefallene Hauerseehütte wurde die zweite eigene Hütte. Im Jahr 1947 hatte eine Lawine die imposante dreigeschossige Alpenvereinshütte der Sektion Jung-Leipzig fast völlig zerstört. Ludwigsburger Sektionsmitglieder hatten 1963 bei der Erkundung des Übergangs von der Frischmannhütte zur Neuen Chemnitzer Hütte die Trümmerstätte begutachtet. Die Sektion erklärte sich 1965 bereit, die Überreste der Hütte zu einer Notunterkunft auszubauen. Damit verbunden war die Übertragung des Arbeitsgebietes um den Hauersee. Ab 1966 erfolgten regelmäßige Arbeitseinsätze mit dem Ziel, eine eingeschossige, lawinensichere Unterkunft zu erstellen. Drei Jahre später war es so weit. Die Hauerseehütte konnte 1969 als Selbstversorgerhütte fertiggestellt und eingeweiht werden.
Die Ortsgruppe Bietigheim wurde 1966 ins Leben gerufen. Als es immer schwieriger wurde, die Versorgung der Ludwigsburger Hütte zu gewährleisten, wurde der Bau einer Materialseilbahn unumgänglich. 1967 hatte die Sektion die forstrechtliche Bewilligung zur Rodung der Seilbahntrasse eingeholt und 1970 erhielt sie endlich die Genehmigung zum Betrieb der Seilbahn. 1998 wurde der unermüdliche Einsatz der Sektion für die Hütte endlich gewürdigt. Die Lehnerjochhütte wurde in Ludwigsburger Hütte umbenannt. Die Modernisierung der Hütte schritt voran, 1997 wurde eine Kläranlage gebaut und in Betrieb genommen; ein Jahr später entstand ein neuer Winterraum mit 12 Schlafplätzen, Photovoltaikanlage und thermische Solaranlage folgten. Die Verleihung des Umweltgütesiegels für Alpenvereinshütten für umweltfreundliche Führung der Hütte im Juni 2004 ist eine Empfehlung für Tagesgäste und Urlauber.
Im Jahr 1994 wurde der St. Leonharder Höhenweg in Zusammenarbeit mit dem Fremdenverkehrsverband St. Leonhard im Pitztal, der örtlichen Bergrettung und der Ortsgruppe Jerzens des ÖAV instand gesetzt. Seit 1998 gibt es eine Jugendgruppe und sie hat sich inzwischen auch altersmäßig so differenzieren können, wie es in den größeren Sektionen des Deutschen Alpenvereins üblich ist. Es gibt die Jugend I von 10 bis 13 Jahre, die Jugend II von 14 bis 17 Jahre und die ersten Ansätze einer Jungmannschaft von 18 bis 25 Jahre. Die Ortsgruppe Vaihingen ist die jüngste Gruppe der Sektion Ludwigsburg. Sie wurde 1999 an die Sektion Ludwigsburg angegliedert, bestand jedoch zuvor schon seit 35 Jahren als Bergsteigergruppe des Turnvereins Vaihingen/Enz 1861 e.V.

## Sektionsvorsitzende
Eine chronologische Übersicht über alle Präsidenten der Sektion seit Gründung.
| Amtszeit  | Präsident         |
| --------- | ----------------- |
| 1955–1969 | Wilhelm Glatzle   |
| 1969–1979 | Egon Schneider    |
| 1979–1991 | Ottmar Wiedenmann |
| 1991–1997 | Werner Hartwig    |
| 1997–2010 | Dietrich Mardicke |
| 2010–     | Roland Fischer    |

## Mitglieder
| Jahr | Mitglieder |
| ---- | ---------- |
| 1955 | .00200     |
| 1973 | 01.000     |
| 1991 | 02.500     |
| 2005 | 03.200     |
| 2023 | 07.911     |

## Einrichtungen der Sektion

### Hütten
- Hauerseehütte, die Selbstversorgerhütte wurde von 1964 bis 1969 erbaut, sie liegt in den Ötztaler Alpen im österreichischen Bundesland Tirol.
- Ludwigsburger Hütte, die Schutzhütte ist bewirtschaftet und wurde von der Sektion 1972 erworben.

### Ehemalige Hütte
- Bad Kissinger Hütte, verkauft als Pfrontner Hütte.

### Kletteranlage
- Hessigheimer Felsengärten. Naturschutzgebiet. Die Hessigheimer Felsengärten sind ein Natura 2000-Gebiet. Die Bergwacht organisiert jeden Herbst eine große Biotoppflege, an der sich die Kletterer und die Jugendgruppe der Sektion Ludwigsburg, die Gemeinde Hessigheim sowie weitere ehrenamtliche Helfer beteiligen.
- Naturerlebnis Klettern in den Hessigheimer Felsengärten. Die Schwindel erregenden Felskonstellationen bieten Schwierigkeitsgrade für Anfänger und Fortgeschrittene. Das etwa 500 m lange Felsareal mit rund 130 Kletterrouten vom 3. bis 9. Grad ist ein beliebtes Trainingsgebiet.[5][6]

### Ortsgruppen
- Die Sektion unterhält mehrere Ortsgruppen: Bietigheim und Vaihingen.[7]

### Geschäftsstelle
Service-Center. Im Servicecenter befinden sich der Ausrüstungsverleih, die Mediothek, ein kleiner Sektionsshop und eine umfangreiche Auswahl an Informationsmaterial.

## Angebote für Mitglieder
Das Ausbildungs- und Tourenprogramm der Sektion Ludwigsburg umfasst das ganze Spektrum der alpinen Betätigung: Bergwandern, Begehen von Klettersteigen, Skibergsteigen, Alpiner Skilauf, Klettern in der Halle (Anfänger und Fortgeschrittene), Felsklettern im Mittelgebirge (Anfänger und Fortgeschrittene), Felsklettern in den Alpen (Anfänger und Fortgeschrittene), Hochtouren, Mountainbike. Einmal im Jahr erscheint das Ludwigsburger Alpin der Sektion Ludwigsburg. Eine außerordentlich wichtige Funktion in einem Großverein, vor allem wenn dieser viele auswärtige Mitglieder zählt.